# Краснодарский государственный институт культуры
Краснодарский государственный институт культуры — высшее учебное заведение в Краснодаре.

## История
Краснодарский государственный институт культуры был создан по решению правительства СССР от ноября 1966 года (постановление Совета Министров СССР от 05.11.1966 г. № 863). Во вновь созданном институте был библиотечный и культурно-просветительский факультеты, обучалось 200 студентов (по другим данным 150), преподавателей было 45 человек. В 1968 году появилось собственное общежитие на 502 места и произошёл первый набор иностранных студентов. В 1973 году был открыт музыкально-педагогический факультет.
В 1991 году институт был переименован в Краснодарский государственный институт искусств и культуры, в 1993 году — в Краснодарскую государственную академию культуры, в 1997 году — в Краснодарскую государственную академию культуры и искусств, 23 ноября 1998 года — в Краснодарский государственный университет культуры и искусств. 4 августа 2015 года вуз переименовали в Краснодарский государственный институт культуры, вернув ему историческое название.
В институте по 50 специальностям по всем формам обучения (очная, заочная, второе высшее) одновременно обучаются около пяти тысяч студентов. В учебном процессе реализуются 88 специализаций высшего профессионального образования, 11 аспирантур и 3 докторантуры. На 2013 год в учебном процессе были заняты 89 докторов наук, профессоров, 165 кандидатов наук, доцентов, 8 народных и 15 заслуженных артистов РФ, 6 заслуженных деятелей искусств РФ, 1 заслуженный деятель науки РФ, 13 заслуженных работников культуры РФ, 1 заслуженный работник высшей школы РФ, 1 народный художник РФ, 3 заслуженных художника РФ, 1 заслуженный архитектор РФ, 1 заслуженный юрист РФ, 1 заслуженный тренер РФ, 1 почётный работник СПО, 41 человек имеют почётные звания Кубани, 52 члена различных творческих союзов, более 40 лауреатов конкурсов и фестивалей..
В 2008—2012 годах Консерваторию университета возглавлял заслуженный деятель искусств России, руководитель краевого отделения Союза композиторов России В. А. Чернявский.
Институт тесно сотрудничает в подготовке специалистов с Краснодарским государственным академическим драматическим театром, Краснодарской государственной филармонией и Творческим объединением «Премьера». Молодёжной оперный театр вуза осуществляет постановки опер. Силами преподавателей и студентов были осуществлены постановки опер «Евгений Онегин» П. И. Чайковского, «Зори здесь тихие» К. В. Молчанова, «Алеко» С. В. Рахманинова, детской оперы «Терем-теремок» В. А. Чернявского.
За 2015—2016 учебный год в институте организовано и проведено более 13 фестивалей и конкурсов различного уровня и направленности. Впервые был проведен межрегиональный фестиваль-конкурс исполнителей на духовых и ударных инструментах, призванный поддержать молодые дарования в возрасте до 17 лет.
Традиционно вуз проводит такие Международные фестивали-конкурсы, как: фестиваль-конкурс народной песни им. Г. М. Концевича, камерной музыки «Краснодарская камерата», конкурс пианистов-исполнителей русской музыки им. М. А. Балакирева, «Студенческие хоровые ассамблеи».
В 2015—2016 учебном году в институте состоялось более 20 концертов, спектаклей и постановок различного уровня и направленности. Среди них театрализованное представление «Они сражались за Родину» (О. И. Марков), спектакль «Сорок первый» (Н. Н. Васильченко). Впервые после долгого перерыва была поставлена опера-буфф под руководством Н. Н. Кириченко при участии студенческого симфонического оркестра института под руководством С. Н. Жмурина. Премьера оперы-буфф Гаэтано Доницетти «Дон Паскуале» состоялась 25 марта и была приурочена к празднованию Дня работника культуры.
За 2015—2016 учебный год было организовано и проведено 38 мастер-классов и творческих встреч с приглашенными специалистами (менеджерами, профессорами, деятелями культуры и искусств, народными артистами, режиссёрами, актёрами, сценаристами, музыкантами) как из России, так и из стран зарубежья (Италия, США, Сербия, Финляндия, Китай).
В 2016 году Госпремии в области литературы и искусства удостоен руководитель Кубанского казачьего хора, декан факультета народной культуры Краснодарского государственного института культуры профессор Виктор Захарченко.
Высшей региональной награды, — медали «Герой труда Кубани» — удостоился декан факультета телерадиовещания, театрального и изобразительных искусств Краснодарского государственного института культуры профессор Владимир Рунов.
Лауреатами премии администрации Краснодарского края стали декан факультета социально-гуманитарного образования Наталья Александровна Гангур, заведующая кафедрой народного хорового творчества Светлана Александровна Жиганова, профессор кафедры теории и истории культуры Вардан Григорьевич Торосян и доцент кафедры народного хорового творчества Татьяна Александровна Криницкая. Криницкая Т. А. также удостоена звания заслуженного работника культуры Кубани.

## Ректоры
- Павел Васильевич Наянов (1966—1983)
- Леонтий Алексеевич Солодухин (1983—1991)
- Ирина Ивановна Горлова (1991—2008)[1]
- Наталья Романовна Туравец (2008—2010)[3]
- Николай Николаевич Шадюк, и. о. (2010—2013)
- Сергей Семенович Зенгин (с 2013)

## Факультеты
- консерватория
- гуманитарного образования
- телерадиовещания и театрального искусства
- народной культуры
- дизайна и изобразительных искусств
- среднего профессионального и предпрофессионального образования
- непрерывного и дополнительного образования

## Награды
- Благодарность Президента Российской Федерации (4 ноября 2022 года) — за заслуги в развитии отечественной культуры и искусства, многолетнюю плодотворную деятельность[4].